# Lewis des Brisay
Lewis des Brisay, pseudonimo di Eric Cecil Lewis Stringer (Londra, 29 gennaio 1927 – Portsmouth, 1º gennaio 2011), è stato un pittore, illustratore e poeta britannico.

## Biografia
Nacque il 29 gennaio del 1927 nella zona di Wimbledon, ultimo di tre figli.
Il padre Herbert Stringer era un antropologo, mentre la madre, Elizabeth Coley, era una sarta.
Iniziò a disegnare fin da giovanissimo. All'età di 8 anni, uno dei suoi disegni venne pubblicato su uno dei primi giornali nazionali illustrati nel Regno Unito.
Dopo aver conseguito nel 1943 un diploma in ambito artistico-linguistico, lavorò per due anni a Londra per la ESSO, come fattorino.
Nel 1945 si arruolò nell'esercito dove rimase per tre anni, occupandosi principalmente della selezione di reclute.
Terminata questa esperienza è tornato a vivere in Surrey dai genitori, decise di iscriversi alla Art School di Wimbledon, che tuttavia abbandonò presto, giudicandola poco adatta alla propria formazione. Mentre frequentava la scuola ricevette le prime commissioni da un tipografo.
Nel 1949 grazie al padre ottenne un colloquio al Museo di storia naturale (Londra), dove fu immediatamente assunto come designer di mostre, rimanendoci due anni. Lì incontrò Mary Elizabeth Gilmour, archeologa, anch'ella dipendente del museo. Si sposarono a Londra nel 1952, ed ebbero tre figli.
Dal 1951 al 1955 lavorò come assistente curatore presso il Victoria and Albert Museum, mentre dal 1956 ottenne un posto da visualiser e successivamente il ruolo di art director presso l’agenzia pubblicitaria Robert Brandon & Partners Ltd, dove si occupava della pubblicità per la stampa.
Fra il 1960 e il 1971 lavorò per studi fotografici, agenzie di pubblicità ed infine per il COI (Central Office of Information), come designer e tipografo.
Dal 1971 cominciò a lavorare come freelance designer, producendo pubblicità governativa su committenza dell'Esercito, della Marina e del Central Office of Information; i suoi lavori ebbero così modo di superare i confini nazionali.
Il suo impiego non lasciava molto spazio alla sua attività creativa, a cui era costretto a dedicarsi di notte, talvolta fino alle prime ore del mattino.
A latere della produzione più strettamente lavorativa, nel corso della propria vita eseguì moltissime opere pittoriche, oggi in collezioni private e in gran parte in possesso degli eredi. I soggetti preferiti dall’artista furono il paesaggio e la figura femminile. Fu influenzato soprattutto da Paul Gauguin, Amedeo Modigliani, Gustav Klimt e Henri de Toulouse-Lautrec.
Stretto fu il legame col paese di Buriton, vicino a Petersfield, nello Hampshire, dove si era trasferito con la famiglia nel 1961 e dove avrebbe trascorso il resto della sua vita: tra le sue opere si annoverano numerosi scorci della campagna locale e dei luoghi più significativi della zona, tra cui Nursted House, Buriton Manor House e la chiesa parrocchiale di St. Mary. Eseguì le illustrazioni di una delle prime pubblicazioni sulla parrocchia, di cui sua moglie aveva scritto i testi nel 1976 .
Fin da giovane si dedicò alla scrittura, con la redazione di racconti brevi, e tra gli anni ’70 e ’90 anche alla poesia; alcuni dei suoi componimenti furono pubblicati nel 2000 nella raccolta The Seasons Round .
Trascorse gli ultimi anni della sua vita a dipingere e a riordinare il proprio lavoro.
Morì il 1º gennaio 2011 a Portsmouth ed è sepolto nel cimitero della Chiesa di St. Mary a Buriton.